# Martina Geisler
Martina Geisler (12 giugno 1986) è un'ex sciatrice alpina austriaca che in carriera gareggiò prevalentemente in Coppa Europa.

## Biografia
Originaria di Tux e attiva in gare FIS dal dicembre del 2001, la Geisler esordì in Coppa Europa in occasione della discesa libera disputata il 21 gennaio 2004 a Innerkrems, nella quale si classificò 33ª; conquistò il primo podio nel circuito continentale giungendo 3ª nel supergigante disputato a Sarentino il 4 febbraio 2005, arrivando alle spalle delle connazionali Selina Heregger e Ingrid Rumpfhuber.
Il 12 gennaio 2008 esordì in Coppa del Mondo nello slalom gigante di Maribor, non riuscendo a portare a termine la gara. Il 28 novembre 2009 ottenne la sua unica vittoria in Coppa Europa, nello slalom gigante tenutosi a Funäsdalen, e il 28 dicembre successivo fu per l'ultima volta al cancelletto di partenza di una gara di Coppa del Mondo, lo slalom gigante di Lienz nel quale non riuscì a qualificarsi per la seconda manche (non portò a termine nessuna delle 3 gare nel massimo circuito cui prese parte).
In Coppa Europa il suo ultimo podio fu il 3º posto ottenuto in slalom gigante il 25 gennaio 2010 a Crans-Montana e la sua ultima presenza fu quella nello slalom gigante disputato l'11 marzo 2011 a La Molina, nel quale fu 8ª; si congedò dal Circo bianco in occasione dello slalom gigante dei Campionati austriaci 2011, il 20 marzo successivo a Saalbach-Hinterglemm. In carriera non prese parte né a rassegne olimpiche né iridate.

## Palmarès

### Coppa Europa
- Miglior piazzamento in classifica generale: 13ª nel 2005
- 4 podi:
  - 1 vittoria
  - 1 secondo posto
  - 2 terzi posti

#### Coppa Europa - vittorie
| Data             | Località   | Paese  | Specialità |
| ---------------- | ---------- | ------ | ---------- |
| 29 novembre 2009 | Funäsdalen | Svezia | GS         |

Legenda:

GS = slalom gigante

#### Coppa Europa - gare a squadre
- 1 podio:
  - 1 terzo posto

### Campionati austriaci
- 1 medaglia[1]:
  - 1 bronzo (slalom gigante nel 2003)

### Campionati austriaci juniores
- 4 medaglie[1]:
  - 4 ori (slalom gigante, slalom speciale, combinata nel 2003; slalom gigante nel 2004)